# Morderstwo doskonałe
Morderstwo doskonałe – amerykański thriller z 1998 roku na podstawie sztuki Fredericka Knotta. Remake filmu M jak morderstwo z 1954 roku.

## Główne role
- Michael Douglas - Steven Taylor
- Gwyneth Paltrow - Emily Bradford Taylor
- Viggo Mortensen - David Shaw
- David Suchet - Mohamed Karaman
- Sarita Choudhury - Raquel Martinez
- Michael P. Moran - Bobby Fain
- Novella Nelson - Ambasador Alice Wills
- Constance Towers - Sandra Bradford
- Will Lyman - Jason Gates
- Maeve McGuire - Ann Gates
- Stephen Singer - Wyczerpany mężczyzna na spotkaniu
- Reed Birney - Bogaty handlarz

i inni.

## Fabuła
Emily Bradford jest bardzo ambitną kobietą, której nie wystarcza bycie tylko dodatkiem do garnituru swojego męża-milionera. Pracuje jako tłumaczka w ONZ. Pewnego dnia w budynku Organizacji Narodów Zjednoczonych poznaje Davida Shawa - młodego malarza, który nie potrafi się przebić na rynku artystycznym. Jednak mężczyzna jest przystojny i wkrótce między nimi wybucha romans. Mąż jednak zaczyna coś podejrzewać i kiedy odkrywa prawdę, wpada na pomysł zbrodni doskonałej...